# Верну-ан-Виваре
Верну́-ан-Виваре́ (фр. Vernoux-en-Vivarais, окс. Vernons) — коммуна во Франции, находится в регионе Рона — Альпы. Департамент коммуны — Ардеш. Административный центр кантона Верну-ан-Виваре. Округ коммуны — Турнон-сюр-Рон.
Код INSEE коммуны — 07338.

## Население
Население коммуны на 2008 год составляло 1916 человек.
| 1962 | 1968 | 1975 | 1982 | 1990 | 1999 | 2008 |
| ---- | ---- | ---- | ---- | ---- | ---- | ---- |
| 1929 | 1941 | 1885 | 1969 | 2037 | 1721 | 1916 |

## Экономика
В 2007 году среди 1132 человек в трудоспособном возрасте (15—64 лет) 820 были экономически активными, 312 — неактивными (показатель активности — 72,4 %, в 1999 году было 72,1 %). Из 820 активных работали 728 человек (416 мужчин и 312 женщин), безработных было 92 (47 мужчин и 45 женщин). Среди 312 неактивных 82 человека были учениками или студентами, 105 — пенсионерами, 125 были неактивными по другим причинам.

## Фотогалерея

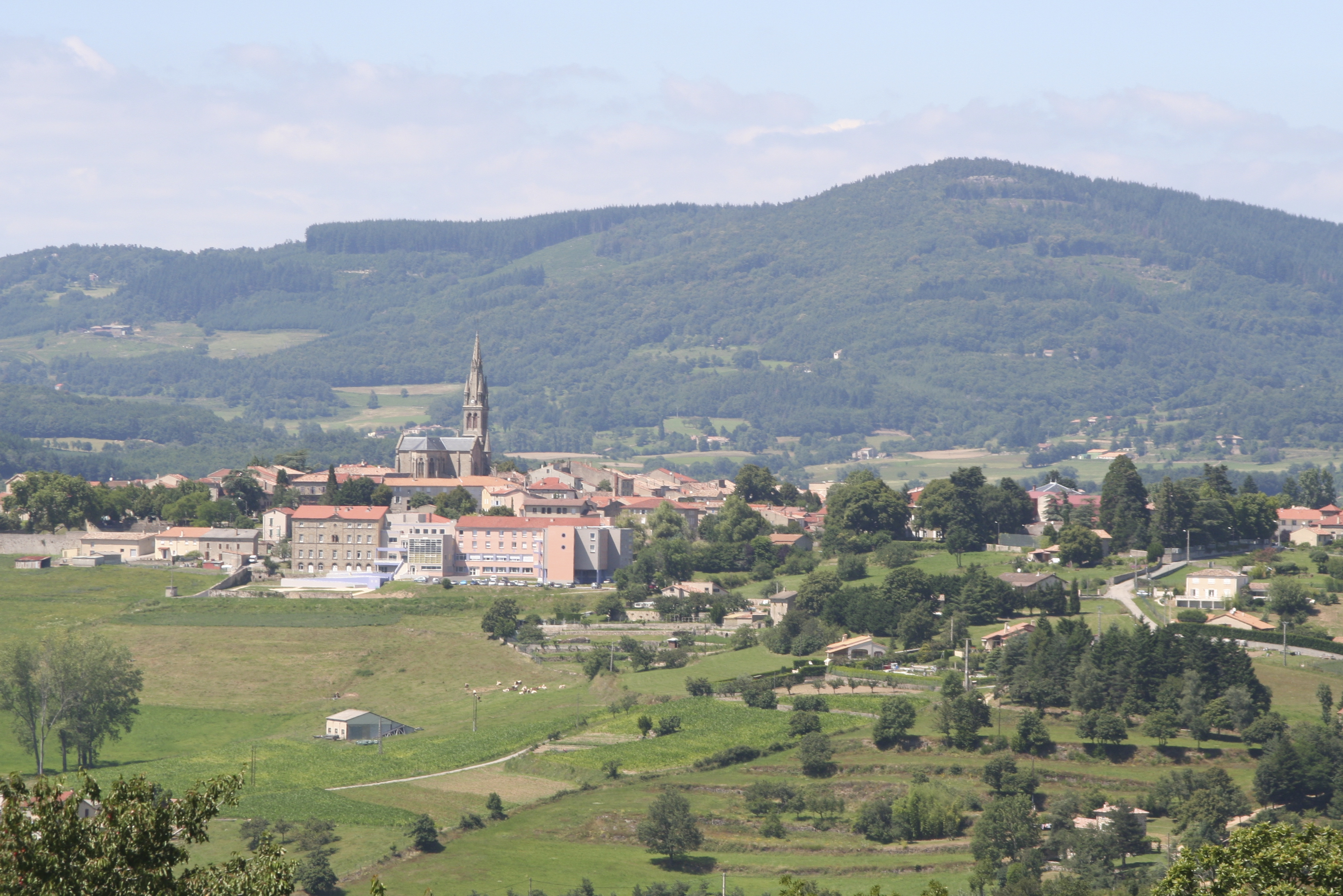
Верну-ан-Виваре
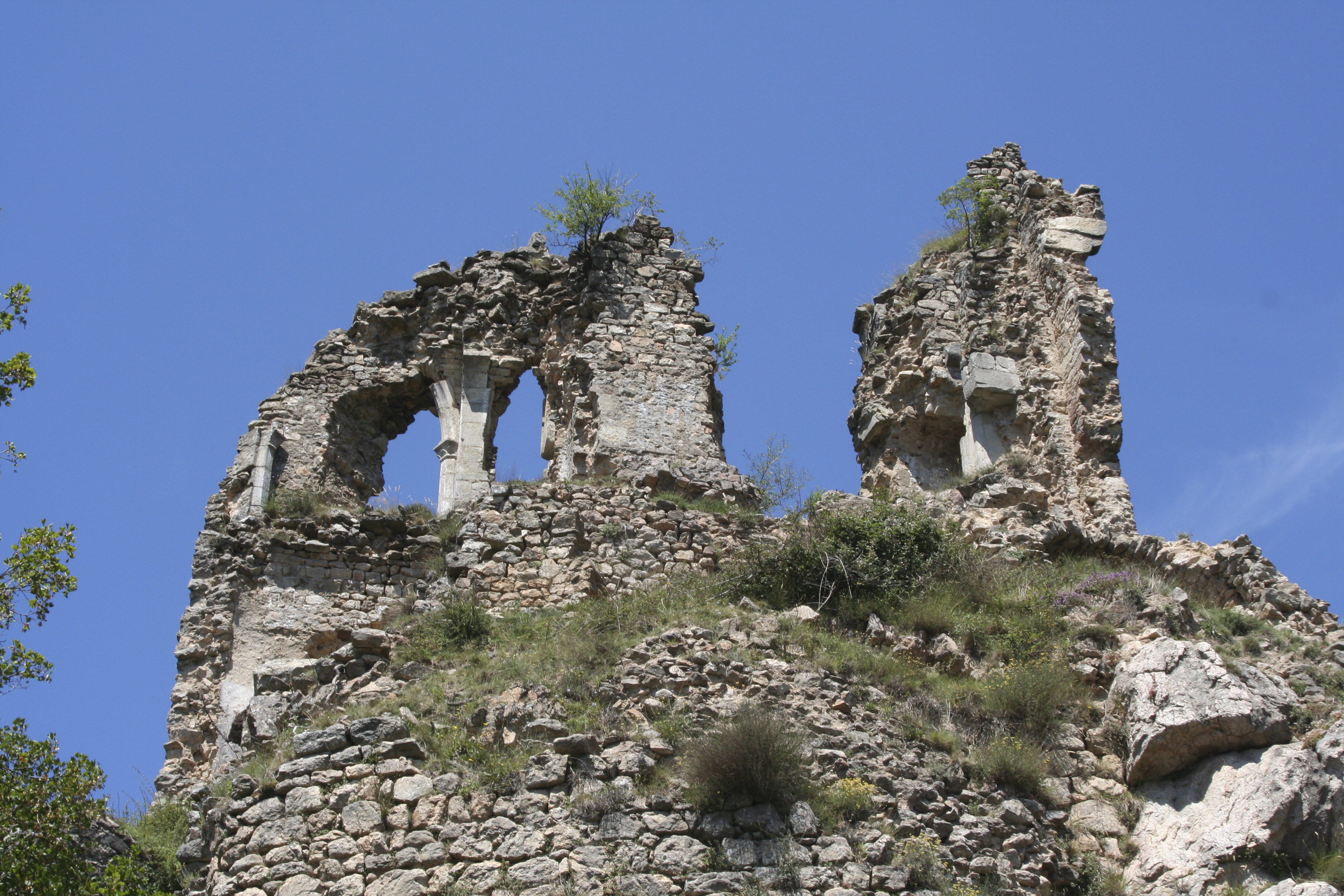
Руины замка Турет
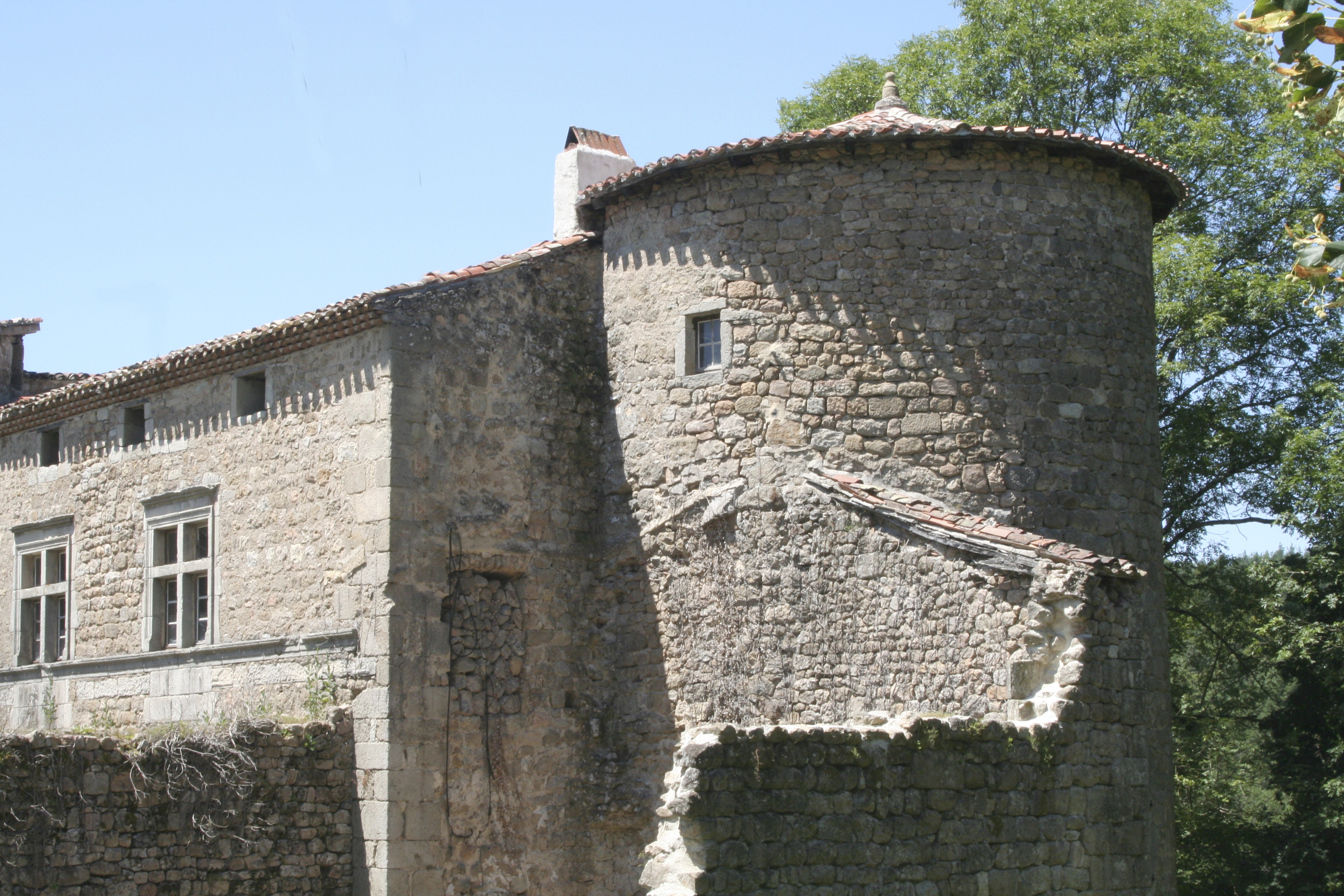
Замок Восеш
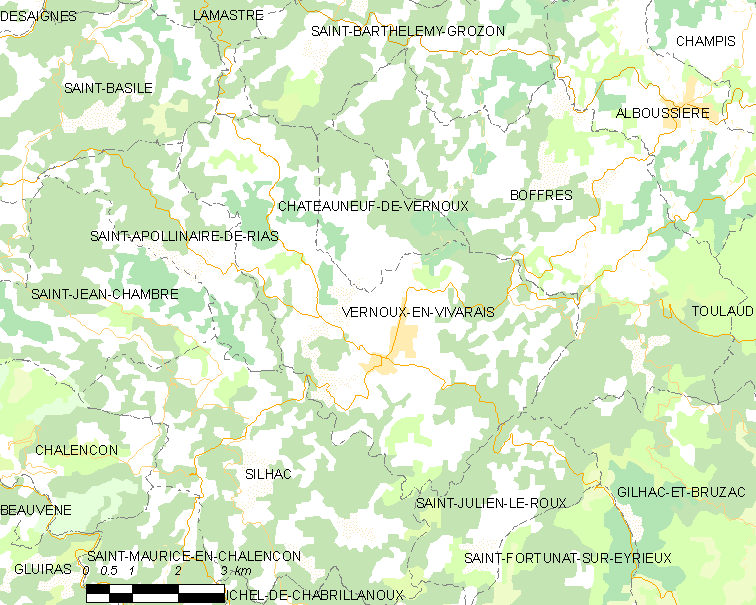
Карта коммуны